# 티로신 인산화효소 억제제

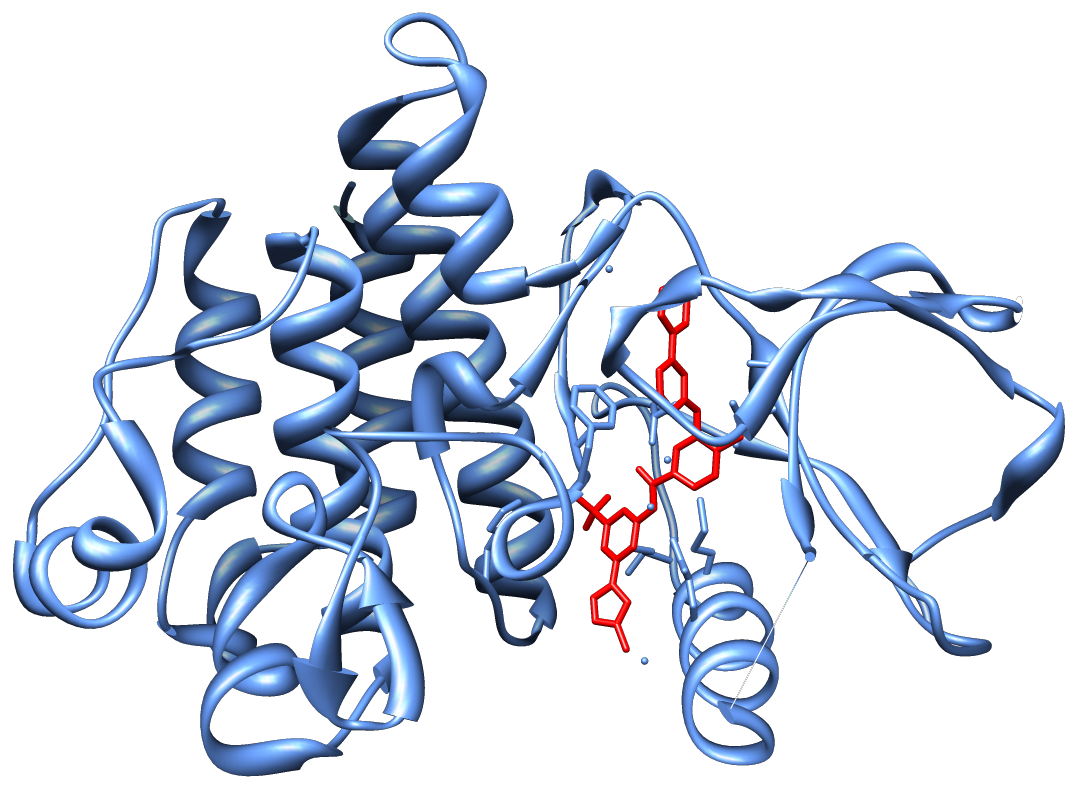
2세대 Bcr-Abl 티로신 인산화효소 억제제인 닐로티닙(빨간색)의 결정 구조. ABL 인산화효소 도메인(파란색)과 복합체를 이루고 있다. 닐로티닙은 혈액암 중 하나인 만성 골수성 백혈병(CML) 치료에 사용된다.

티로신 인산화효소 억제제(tyrosine kinase inhibitor, TKI)는 티로신 인산화효소를 억제하는 약물이다. 티로신 인산화효소는 신호전달 연쇄반응을 통해 여러 단백질을 활성화하는 효소로, 단백질에 인산기를 추가하는 인산화 반응을 일으킨다. TKI는 이 인산화 과정을 억제하여 작용한다. 보통 TKI는 항암제로 쓰인다. 가령 만성 골수성 백혈병의 예후를 크게 개선했으며, 특발성 폐섬유증 같은 암 이외의 질환에 쓰이기도 한다.
티르포스틴(tyrphostins)이라 불리기도 하는데, 1988년 문헌에서 "tyrosine phosphorylation inhibitor"를 축약해서 만든 용어이다. 이는 표피성장인자 수용체(EGFR)의 촉매 활성을 억제하는 화합물을 최초로 기술한 사례이다.
1988년 연구는 티로신 인산화를 억제하는 저분자량 약물을 최초로 체계적으로 조사 및 발견한 연구이다. 해당 연구에서 발견한 약물군은 세린이나 트레오닌 잔기를 인산화하는 단백질 인산화효소는 억제하지 않으며, EGFR의 인산화효소 도메인과 인슐린 수용체의 인산화효소 도메인을 서로 구분할 수 있다는 것이 밝혀졌다. 또한 티로신 안산화효소 도메인을 보존하면서도, EGFR과 HER2 같이 서로 유사한 티로신 인산화효소를 서로 구분할 수 있는 티로포스틴을 설계 및 합성할 수 있다는 사실이 이후 추가로 밝혀졌다.

## 개발
여러 티로신 인산화효소를 표적으로 하는 다양한 TKI가 만들어졌으며, 항종양 또는 항백혈병 약제로 효과적이라는 것이 1990년대 들어 밝혀졌다. 이러한 연구를 바탕으로 만성 골수성 백혈병(CML) 치료 목적 약물인 이마티닙이 개발되었으며, 그 뒤를 이어 EGF 수용체를 표적으로 하는 제피티닙과 에를로티닙이 만들어졌다. 다사티닙은 2006년 미국에서 사용이 승인된 Src 티로신 인산화효소 억제제로, 세놀리틱 약물과 CML 치료제로서 모두 효과적이라는 것이 밝혀졌다.
섬유아세포 성장인자(FGF) 수용체, 혈소판 유래 성장인자(PDGF) 수용체, 혈관내피 성장인자(VEGF) 수용체 억제제인 수니티닙 역시, VEGF 수용체 표적 TKI를 대상으로 했던 초기 연구를 바탕으로 개발된 약물이다. 수니티닙은 신세포암종(RCC)과 이마티닙 저항성 위장관 기질 종양(GIST) 치료에 사용하는 약물로, 동시에 서로 다른 적응증에 대해 승인을 받은 최초의 항암제라는 점에서 의미가 있다.
아다보서팁은 Wee1 인산화효소 억제제로, 불응성 고형 종양 치료를 목적으로 여러 임상시험을 거치고 있는 실험적인 약물이다. 그러나 약물 독성과 효과 시험 도중 골수억제, 설사, 상심실성 부정맥 같은 독성이 나타났다.
라파티닙은 HER2/neu와 EGFR 경로를 동시에 차단하는 이중 TKI이다. 화학요법이나 호르몬 치료와 병용하여 HER2 과발현 유방암 치료에 사용이 승인된 상태이다.

## 작용 기전
TKI는 네 가지 서로 다른 기전으로 작용한다. 경쟁하는 대상은 아데노신 삼인산(ATP), 인산화 대상 물질, 효소의 기질 중 하나 이상일 수 있다. 혹은 효소의 활성 부위가 아닌 다른 부위에 결합하여 입체구조적 변화를 일으키는 알로스테릭 조절을 통해 효소 작용을 억제할 수 있다. 세포 안정성을 확보할 수 있게 해주는 Cdc37-Hsp90 분자 샤페론계의 타이로신 인산화효소를 빼앗아, 유비퀴틴화와 분해를 일으킨다는 사실이 최근 알려졌다. 이러한 신호전달 치료는 암이 아닌 증식성 질환과 염증성 질환에도 활용될 여지가 있다. 가령 닌테다닙은 특발성 폐섬유증 치료에 쓰인다.